# Guido Reybrouck Classic
La Guido Reybrouck Classic est une course cycliste belge qui se déroule au mois de mars autour de la ville de Damme, dans la province de Flandre-Occidentale. Elle met aux prises uniquement des coureurs juniors (moins de 19 ans) et est classée 1.1J au calendrier de l'Union cycliste internationale.
L'édition 2020 est annulée à cause de l'épidémie de maladie à coronavirus,.
L'épreuve est disputée en l'honneur de l'ancien coureur belge Guido Reybrouck.

## Palmarès
| Année     | Vainqueur          | Deuxième            | Troisième              |
| --------- | ------------------ | ------------------- | ---------------------- |
| 2006      | Gediminas Kaupas   | Marius Kukta        | Sander Verhaeghe       |
| 2007      | Raymond Kreder     | Jens Debusschere    | Kenneth Flamand        |
| 2008      | Tim De Troyer      | Thomas Debrabandere | Ralph Gelens           |
| 2009      | Moreno Hofland     | Brian van Goethem   | Jelle Lugten           |
| 2010      | Dylan Groenewegen  | Alexander Aerts     | Adrik Elzing           |
| 2011      | Taco van der Hoorn | Rob Leemans         | Jaap Kooijman          |
| 2012      | Bas Tietema        | Miel Pyfferoen      | Jan-Willem Welter      |
| 2013      | Dieter Verwilst    | Jenthe Biermans     | Wiebren Plovie         |
| 2014      | Gabriel Cullaigh   | Bryan Boussaer      | Jordi Van Dingenen     |
| 2015      | Bram Welten        | Merten De Wever     | Jasper Philipsen       |
| 2016      | Jasper Philipsen   | Ethan Hayter        | Trystan Fivé           |
| 2017      | Jacob Vaughan      | Thomas Vansteelandt | Mathijs de Leng        |
| 2018      | Remco Evenepoel    | Axel van der Tuuk   | Ilan Van Wilder        |
| 2019      | Samuel Watson      | Max Walker          | Jelte Krijnsen         |
| 2020-2021 | annulé             | annulé              | annulé                 |
| 2022      | Vlad Van Mechelen  | Hubert Grygowski    | Frank Aron Ragilo      |
| 2023      | Matthew Brennan    | Oscar Chamberlain   | Steffen De Schuyteneer |
| 2024      | Louis Chaleil      | Aldo Taillieu       | Joeri Schaper          |
| 2025      | Vos Coleman        | Michiel Mouris      | Gijs Schoonvelde       |